# Bernard Émond
Bernard Émond (né le 1er septembre 1951 à Montréal - ) est un réalisateur, scénariste et producteur québécois. Il cofonde en 2005 le centre de distribution Les Films du 3 Mars.

## Biographie
Bernard Émond est né à Montréal en 1951. Anthropologue de formation, il vit quelques années dans le Grand Nord canadien, où il travaille à la télévision inuite.
Documentariste à ses débuts, il arrive à la fiction avec un long métrage, La Femme qui boit. Invité à participer à la Semaine internationale de la critique au Festival de Cannes en 2001, le film soulève l'enthousiasme de la critique au Québec et permet à son interprète principale, Élise Guilbault, de remporter plusieurs prix. 
Le second long métrage de ce réalisateur, 20h17 rue Darling, est lui aussi sélectionné à la Semaine internationale de la critique, et vaut à Luc Picard le prix de la meilleure interprétation au festival du film francophone de Namur. En 2005, Bernard Émond retrouve Élise Guilbault pour son film La Neuvaine, récipiendaire du prix du meilleur long métrage québécois pour l'année 2005, selon l'Association québécoise des critiques de cinéma. En outre, ce film a également remporté trois prix au Festival de Locarno, dont le prix œcuménique, et a été sélectionné dans une trentaine de festivals internationaux. Patrick Drolet a reçu le Léopard de Bronze et Élise Guilbault remporte le Jutra de la meilleure actrice.
Toutes les œuvres de Bernard Émond sont habitées par ses thèmes de prédilection : la dignité et la fragilité humaines, et la perte des repères culturels. 
Il réalise le documentaire Le Temps et le Lieu (2000), portant sur la disparition de la culture paysanne traditionnelle québécoise,[source insuffisante], de même que L'Épreuve du feu (1997), qui traite de la douleur des sinistrés qui ont tout perdu dans un incendie, gagnant du prix du meilleur moyen métrage documentaire de l'Association québécoise des critiques de cinéma. 
Dans La Terre des autres (1995), Bernard Émond établit un parallèle entre la situation des Palestiniens et celle des autochtones canadiens. Il réalise également L'Instant et la Patience (1994), tourné dans le foyer de personnes âgées où sa mère est décédée, et Ceux qui ont le pas léger meurent sans laisser de traces (1992), un hommage à un inconnu mort dans un quartier ouvrier de Montréal, film qui a reçu le prix André-Leroux du meilleur moyen métrage.
En 2005, à la suite de la fermeture de l'organe de distribution Cinéma Libre, il s'implique avec d'autres cinéastes dans la fondation de l'OBNL Les Films du 3 Mars, destiné à la distribution et à la diffusion de films indépendants.
En 2005, la Cinémathèque québécoise présente une rétrospective de son œuvre. À l'automne 2006, Bernard Émond tourne Contre toute espérance, deuxième volet d'une trilogie sur les trois vertus théologales amorcée avec La Neuvaine et complétée par La Donation en 2009.
En 2015, Le Journal d'un vieil homme, mettant en vedette Paul Savoie, est une adaptation de la nouvelle intitulée Une banale histoire d'Anton Tchekhov.

## Philosophie
Bernard Émond se dit socialiste conservateur ou conservateur de gauche : 
« Si j’ai un maître à penser au Québec, c’est lui [Pierre Vadeboncoeur]. J’étais à la radio avec lui un jour. On lui demandait s’il croyait à quelque chose après la mort. Il y a eu un silence radio comme je n’en ai jamais entendu, puis il a dit : " Je ne sais pas, mais je suis curieux. " Il est mort très serein. Moi aussi, je suis curieux. Mais je suis un vrai agnostique. Je sais qu’il y a des choses qu’on ne peut expliquer. ».
Les films de Bernard Émond présentent une façon de "participer au débat sur ce qu’est l’action juste et développer une réflexion sur la façon dont nous souhaitons soigner le tissu social dont nous constituons la trame" par la mise en scène de dilemmes moraux dans une photographie sobre, propice à la réflexion.

## Filmographie

### comme réalisateur
- 1992 : Ceux qui ont le pas léger meurent sans laisser de traces
- 1994 : L'Instant et la Patience
- 1995 : La Terre des autres
- 1997 : L'Épreuve du feu
- 2000 : Le Temps et le Lieu
- 2001 : La Femme qui boit
- 2003 : 20h17 rue Darling
- 2005 : La Neuvaine
- 2007 : Contre toute espérance
- 2009 : La Donation
- 2012 : Tout ce que tu possèdes
- 2015 : Le Journal d'un vieil homme
- 2018 : Pour vivre ici
- 2023 : Une femme respectable

### comme scénariste
- 2001 : La Femme qui boit
- 2003 : 20h17 rue Darling
- 2005 : La Neuvaine
- 2007 : Contre toute espérance
- 2008 : Ce qu'il faut pour vivre
- 2009 : La Donation
- 2012 : Tout ce que tu possèdes
- 2015 : Le Journal d'un vieil homme
- 2018 : Pour vivre ici
- 2023 : Une femme respectable

### comme producteur
- 1994 : Octobre

## Publications
- 20H17. Rue Darling, Montréal, (Québec), Canada, Lux Éditeur, 2005, 128 p.  (ISBN 978-2-922494-96-9). Traduction anglaise par John Gilmore, 8:17 pm, rue Darling, Toronto, (Ontario), Canada, Guernica Editions, 2014, 133 p.  (ISBN 978-1-55071-846-1)
- Aani la bavarde, avec Fabien Merelle, Namur, Belgique, Éditions Didier Hatier, 2007, 77 p.  (ISBN 978-2-218-92658-7)
- La Neuvaine. Scénario et regards croisés, Montréal, (Québec), Canada, Éditions Les 400 coups, 2008  (ISBN 978-2-89540-350-0)
- Tout ce que tu possèdes. Scénario et regards croisés, Montréal, (Québec), Canada, Lux Éditeur, 2012, 144 p.  (ISBN 978-2-89596-139-0)
- Il y a trop d'images: Textes épars 1993-2010, Montréal, (Québec), Canada, Lux Éditeur, 2011, 123 p.  (ISBN 978-2-89596-118-5)
- Camarade, ferme ton poste et autres textes, Montréal, (Québec), Canada, Lux Éditeur, Collection lettres libres, 2017, 160 p.  (ISBN 978-2-8959-625-02)

## Distinctions

### Récompenses
- 2009 : Prix Jutra du meilleur scénario en collaboration avec Benoît Pilon pour Ce qu'il faut pour vivre
- 2009 : Prix Génie du meilleur scénario original en collaboration avec Benoît Pilon pour Ce qu'il faut pour vivre
- 2022 : Doctorat honorifique de l'Université Laval en anthropologie

### Nominations
- 2001 : Au Festival international du film de langue française de Namur, Bayard d’or pour le meilleur film francophone : La Femme qui boit
- 2002 : Prix Génie pour la meilleure direction : La Femme qui boit